# ミハエル・クルメンチーク
ミハエル・クルメンチーク（チェコ語: Michael Krmenčík、1993年3月15日 - ）は、チェコ・クラスリチェ出身のサッカー選手。チェコ代表。プルシジャ・ジャカルタ所属。ポジションはFW。

## クラブ歴
FCヴィクトリア・プルゼニで下部組織からトップチームに昇格。下部組織時代に所属したFKバニーク・ソコロフに期限付き移籍した後、FKチャースラフ、FCセリエル・アンド・ベロット・ヴラシム、FCバニーク・オストラヴァ、FKドゥクラ・プラハに期限付き移籍。その後、ヴィクトリア・プルゼニに復帰した。
2020年1月にクラブ・ブルッヘに完全移籍。
2021年1月5日、PAOKにシーズン終了までのレンタル移籍が発表された。
2022年、プルシジャ・ジャカルタに移籍した。

## 代表歴
2016年11月11日に行われた2018 FIFAワールドカップ・ヨーロッパ予選グループCのノルウェー代表戦で代表初出場。この試合で初得点も決めた。

### 代表戦での得点
| # | 開催日         | 開催都市                 | 対戦国         | 得点 | 結果 | 大会                          |
| - | -------------- | ------------------------ | -------------- | ---- | ---- | ----------------------------- |
| 1 | 2016年11月11日 | プラハ                   | ノルウェー     | 1–0  | 2–1  | 2018 FIFAワールドカップ予選   |
| 2 | 2017年3月22日  | ウースチー・ナド・ラベム | リトアニア     | 3–0  | 3–0  | 親善試合                      |
| 3 | 2017年3月26日  | セラヴァッレ             | サンマリノ     | 5–0  | 6–0  | 2018 FIFAワールドカップ予選   |
| 4 | 2017年6月6日   | ブリュッセル             | ベルギー       | 1–1  | 1–2  | 親善試合                      |
| 5 | 2017年10月8日  | プルゼニ                 | サンマリノ     | 1–0  | 5–0  | 2018 FIFAワールドカップ予選   |
| 6 | 2017年10月8日  | プルゼニ                 | サンマリノ     | 2–0  | 5–0  | 2018 FIFAワールドカップ予選   |
| 7 | 2018年3月26日  | 南寧市                   | 中華人民共和国 | 3–1  | 4–1  | チャイナ・カップ2018          |
| 8 | 2018年10月13日 | トルナヴァ               | スロバキア     | 1–0  | 2–1  | UEFAネーションズリーグ2018-19 |
| 9 | 2020年9月4日   | ブラチスラヴァ           | スロバキア     | 3–1  | 3–1  | UEFAネーションズリーグ2020-21 |

## タイトル
ヴィクトリア・プルゼニ
- チェコ1部リーグ: 2010–11, 2015–16, 2017–18

クラブ・ブルッヘ
- ベルギー・ファースト・ディビジョンA: 2019–20

PAOK
- キペロ・エラーダス: 2020–21[6]

個人
- チェコ1部リーグ得点王: 2017–18 (16ゴール)